# Copa da Armênia de 2020–21
A Copa da Armênia de 2020–21 foi a 30ª edição da Copa da Armênia. O torneio se iniciou no dia 18 de setembro. O vencedor do torneio se classificou para a primeira pré-eliminatória da Liga Conferência Europa da UEFA de 2021–22.
O Ararat Erevan foi o campeão, após ter vencido o Alashkert por 3 a 1 na final.
O Gandzasar Kapan se retirou da Copa da Armênia devido à dificuldades financeiras relacionadas à pandemia de COVID-19 na Armênia e aos Conflitos de Nagorno-Karabakh de 2020.

## Equipes
| Fase             | Equipes | Equipes vindas da fase anterior | Equipes entrando nessa fase | Equipes por liga                                      |
| ---------------- | ------- | ------------------------------- | --------------------------- | ----------------------------------------------------- |
| Primeira fase    | 12      | —                               | 12                          | (4) Armenian First League (8) Armenian Premier League |
| Quartas de Final | 8       | 6                               | 2                           | (2) Armenian Premier League                           |
| Semifinal        | 4       | 4                               | —                           | —                                                     |
| Final            | 2       | 2                               | —                           | —                                                     |

## Primeira fase
| Equipe 1      | Total | Equipe 2        | 1º jogo | 2º jogo |
| ------------- | ----- | --------------- | ------- | ------- |
| Van           | 2–0   | Noravank        | 0–0     | 2–0     |
| West Armenia  | 3–2   | Gandzasar Kapan | 3–2     | W/O     |
| Urartu        | 2–1   | Pyunik          | 2–1     | 0–0     |
| Shirak        | 1–3   | Alashkert       | 1–2     | 0–1     |
| BKMA Yerevan  | 2–2   | Lori            | 0–0     | 2–2     |
| Ararat Erevan | 6–1   | Sevan           | 3–0     | 3–1     |

| 18 de setembro de 2020 | Van | 0 – 0     | Noravank | Charentsavan City Stadium, Charentsavan |  |
| 16:30 (UTC+4)          |     | Relatório |          | Público: 100 Árbitro: Artak Simonyan    |  |

| 9 de novembro de 2020 | Noravank | 0 – 2     | Van                                         | Charentsavan City Stadium, Charentsavan |  |
| 11:30 (UTC+4)         |          | Relatório | Mihran Manasyan 76' · Stanislav Yefimov 83' | Público: 0 Árbitro: Artak Simonyan      |  |

| 18 de setembro de 2020 | West Armenia                                                      | 3 – 2 | Gandzasar Kapan         | Football Academy Stadium, Valarsapate |  |
| 16:30 (UTC+4)          | Sargis Baloyan 48' · Evgeniy Kasyanov 53' · Charles Ikechukwu 87' |       | Davit Minasyan 18', 32' | Público: 50 Árbitro: Gevorg Eghoyan   |  |

|  | Gandzasar Kapan | W/O | West Armenia | FFA Academy Stadium, Yerevan |  |
|  |                 |     |              |                              |  |

| 18 de setembro de 2020 | Urartu                                     | 2 – 1     | Pyunik            | Urartu Stadium, Yerevan               |  |
| 19:30 (UTC+4)          | Dmitry Guz 37' · Aleksandr Radchenko 90+1' | Relatório | Anton Kobyalko 3' | Público: 150 Árbitro: Artem Gasparyan |  |

| 25 de fevereiro de 2021 | Pyunik | 0 – 0     | Urartu | Pyunik Training Centre, Yerevan       |  |
| 14:00 (UTC+4)           |        | Relatório |        | Público: 0 Árbitro: Henrik Nalbandyan |  |

| 19 de setembro de 2020 | Shirak           | 1 – 2     | Alashkert                   | Gyumri City Stadium, Gyumri             |  |
| 16:30 (UTC+4)          | Aram Muradyan 4' | Relatório | Bryan 41' · Pape Camara 43' | Público: 150 Árbitro: Henrik Nalbandyan |  |

| 7 de novembro de 2020 | Alashkert             | 1 – 0     | Shirak | Alashkert Stadium, Yerevan          |  |
| 12:00 (UTC+4)         | Aleksandar Glišić 80' | Relatório |        | Público: 0 Árbitro: Vardan Manukyan |  |

| 19 de setembro de 2020 | BKMA Yerevan | 0 – 0     | Lori | FFA Academy Stadium, Yerevan         |  |
| 16:30 (UTC+4)          |              | Relatório |      | Público: 100 Árbitro: Artur Safaryan |  |

| 22 de novembro de 2020 | Lori                                 | 2 – 2     | BKMA Yerevan                               | Vanadzor Football Academy, Vanadzor |  |
| 14:30 (UTC+4)          | Pavel Osipov 2' · Claudir Júnior 45' | Relatório | Sergey Mkrtchyan 48' · Hayk Ghevondyan 61' | Público: 0 Árbitro: Artem Gasparyan |  |

| 19 de setembro de 2020 | Ararat Erevan                              | 3 – 0     | Sevan | FFA Academy Stadium, Yerevan          |  |
| 19:30 (UTC+4)          | Mory Kone 2', 90+4' · David Khurtsidze 28' | Relatório |       | Público: 150 Árbitro: Artush Kerobyan |  |

| 7 de novembro de 2020 | Sevan             | 1 – 3     | Ararat Erevan                          | RCCSD Stadium, Yerevan                |  |
| 12:30 (UTC+4)         | Mher Sahakyan 83' | Relatório | Mory Kone 8', 69' · Edgar Malakyan 79' | Público: 0 Árbitro: Henrik Nalbandyan |  |

## Quartas de Final
| Equipe 1     | Resultado     | Equipe 2       | 1º jogo | 2º jogo |
| ------------ | ------------- | -------------- | ------- | ------- |
| West Armenia | 3–5           | Ararat Erevan  | 2–0     | 1–5     |
| Alashkert    | 6–1           | BKMA Yerevan   | 4–0     | 2–1     |
| Van          | 1–1 (3–5 pen) | Ararat-Armenia | 0–1     | 1–0     |
| Urartu       | 2–4           | Noah           | 0–2     | 2–2     |

| 11 de março de 2021 | West Armenia                            | 2 – 0     | Ararat Erevan | Football Academy Stadium, Valarsapate |  |
| 14:00               | Charles Ikechuku 22' · Sergey Orlov 24' | Relatório |               | Árbitro: Artur Safaryan               |  |

| 02 de abril de 2021 | Ararat Erevan                                                                                                   | 5 – 1     | West Armenia      | Estádio Republicano Vazgen Sargsyan, Yerevan |  |
| 18:00               | Davit Khurtsidze 20' · Edgar Malakyan 29' · Dimitrije Pobulic 63' (pen) · Marko Prlevic 80' · Zaven Badoyan 88' | Relatório | Roman Jigayev 71' | Árbitro: Zaven Hovhannisyan                  |  |

| 11 de março de 2021 | Alashkert                                                                       | 4 – 0     | BKMA Yerevan | Alashkert Stadium, Yerevan  |  |
| 16:00               | Nikita Tankov 23' · David Davidyan 33' · Gagik Daghbashyan 64' · Wangu Gome 83' | Relatório |              | Árbitro: Ashot Ghaltakchyan |  |

| 05 de abril de 2021 | BKMA Yerevan          | 1 – 2     | Alashkert                                  | FFA Academy Stadium, Yerevan        |  |
| 15:00               | Zhirayr Shaghoyan 45' | Relatório | Aleksandar Glišić 24' · Sunday Ingbede 63' | Público: 80 Árbitro: Artur Safaryan |  |

| 12 de março de 2021 | Van | 0 – 1     | Ararat-Armenia     | Charentsavan City Stadium, Charentsavan |  |
| 14:00               |     | Relatório | Zakaria Sanogo 74' | Árbitro: Zaven Hovhannisyan             |  |

| 04 de abril de 2021                                                                       | Ararat-Armenia | 0 – 1 (pro) (5 – 3 pen.)                                                         | Van                 | FFA Academy Stadium, Yerevan             |  |
| 15:00                                                                                     |                | Relatório                                                                        | Edgar Movsesyan 90' | Público: 250 Árbitro: Ashot Ghaltakchyan |  |
|                                                                                           |                | Penalidades                                                                      |                     |                                          |  |
| - Alemão - Wbeimar Angulo - Armen Ambartsumyan - Serhiy Vakulenko - Aleksandre Karapetian |                | - Andranik Voskanyan - Viulen Ayvazyan - Aleksandr Tenyayev - Garegin Kirakosyan |                     |                                          |  |

| 12 de março de 2021 | Urartu | 0 – 2     | Noah                                             | Urartu Stadium, Yerevan  |  |
| 17:00               |        | Relatório | Petros Avetisyan 24' (pen) · Helistano Manga 25' | Árbitro: Artem Gasparyan |  |

| 02 de abril de 2021 | Noah                                     | 2 – 2     | Urartu                                    | FFA Academy Stadium, Yerevan            |  |
| 15:00               | Denis Dedechko 45' · Vladimir Azarov 75' | Relatório | Jonel Desire 88' · Igor Paderin 90' (pen) | Público: 300 Árbitro: Henrik Nalbandyan |  |

## Semifinais
| Equipe 1      | Resultado | Equipe 2       | 1º jogo | 2º jogo |
| ------------- | --------- | -------------- | ------- | ------- |
| Alashkert     | 4–1       | Noah           | 1–1     | 3–1     |
| Ararat Erevan | 3–2       | Ararat-Armenia | 2–0     | 1–2     |

| 20 de abril de 2021 | Alashkert                   | 1 – 1     | Noah                       | Alashkert Stadium, Yerevan               |  |
| 15:00               | Aleksandar Glišić 82' (pen) | Relatório | Petros Avetisyan 66' (pen) | Público: 100 Árbitro: Zaven Hovhannisyan |  |

| 30 de abril de 2021 | Noah              | 1 – 3     | Alashkert                                                         | FFA Academy Stadium, Yerevan            |  |
| 15:00               | Raymond Gyasi 41' | Relatório | Aleksandar Glišić 3' · Mihran Manasyan 58' · David Davidyan 90+5' | Público: 500 Árbitro: Henrik Nalbandyan |  |

| 20 de abril de 2021 | Ararat Erevan                           | 2 – 0     | Ararat-Armenia | Estádio Republicano Vazgen Sargsyan, Yerevan |  |
| 18:30               | Uroš Nenadović 18' · Marko Prljević 48' | Relatório |                |                                              |  |

| 01 de maio de 2021 | Ararat-Armenia                          | 2 – 1     | Ararat Erevan      | FFA Academy Stadium, Yerevan             |  |
| 15:00              | Yoan Gouffran 23' · Davit Terteryan 78' | Relatório | Uroš Nenadović 72' | Público: 400 Árbitro: Zaven Hovhannisyan |  |

## Final
| 15 de maio de 2021 | Ararat Erevan                            | 3 – 1     | Alashkert           | Estádio Republicano Vazgen Sargsyan, Yerevan |
| 12:00              | Aghvan Papikyan 12' · Mori Kone 19', 53' | Relatório | Mihran Manasyan 85' | Público: 4,000                               |

## Artilheiros
Atualizado em 15 de maio de 2021
| Pos. | Jogador           | Equipe          | Gols |
| ---- | ----------------- | --------------- | ---- |
| 1    | Mory Kone         | Ararat Erevan   | 6    |
| 2    | Aleksandar Glišić | Alashkert       | 4    |
| 3    | Charles Ikechukwu | West Armenia    | 2    |
| 3    | David Davidyan    | Alashkert       | 2    |
| 3    | David Khurtsidze  | Ararat Erevan   | 2    |
| 3    | Davit Minasyan    | Gandzasar Kapan | 2    |
| 3    | Edgar Malakyan    | Ararat Erevan   | 2    |
| 3    | Marko Prlevic     | Ararat Erevan   | 2    |
| 3    | Petros Avetisyan  | Noah            | 2    |
| 3    | Uroš Nenadović    | Ararat Erevan   | 2    |